# Jacob Jan van der Maaten

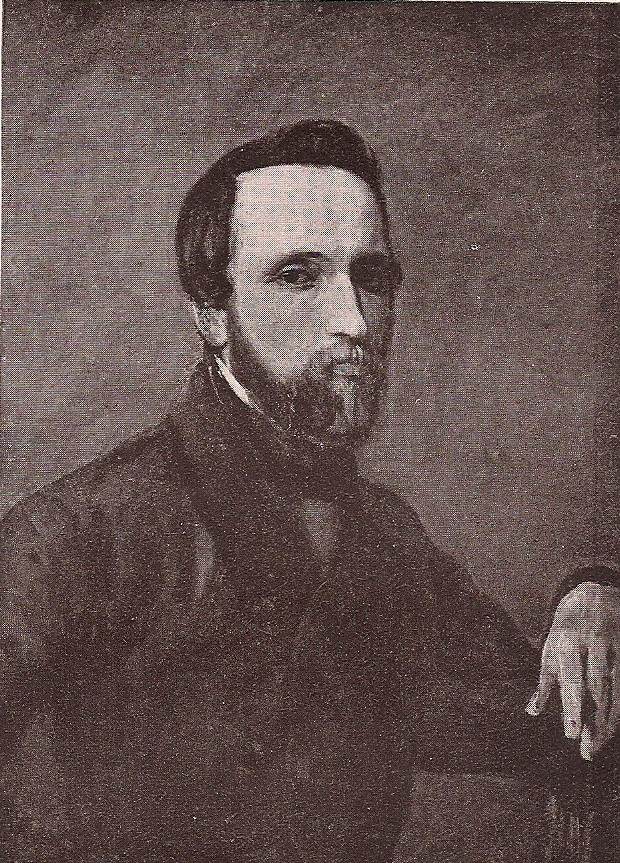
Jacob Jan van der Maaten

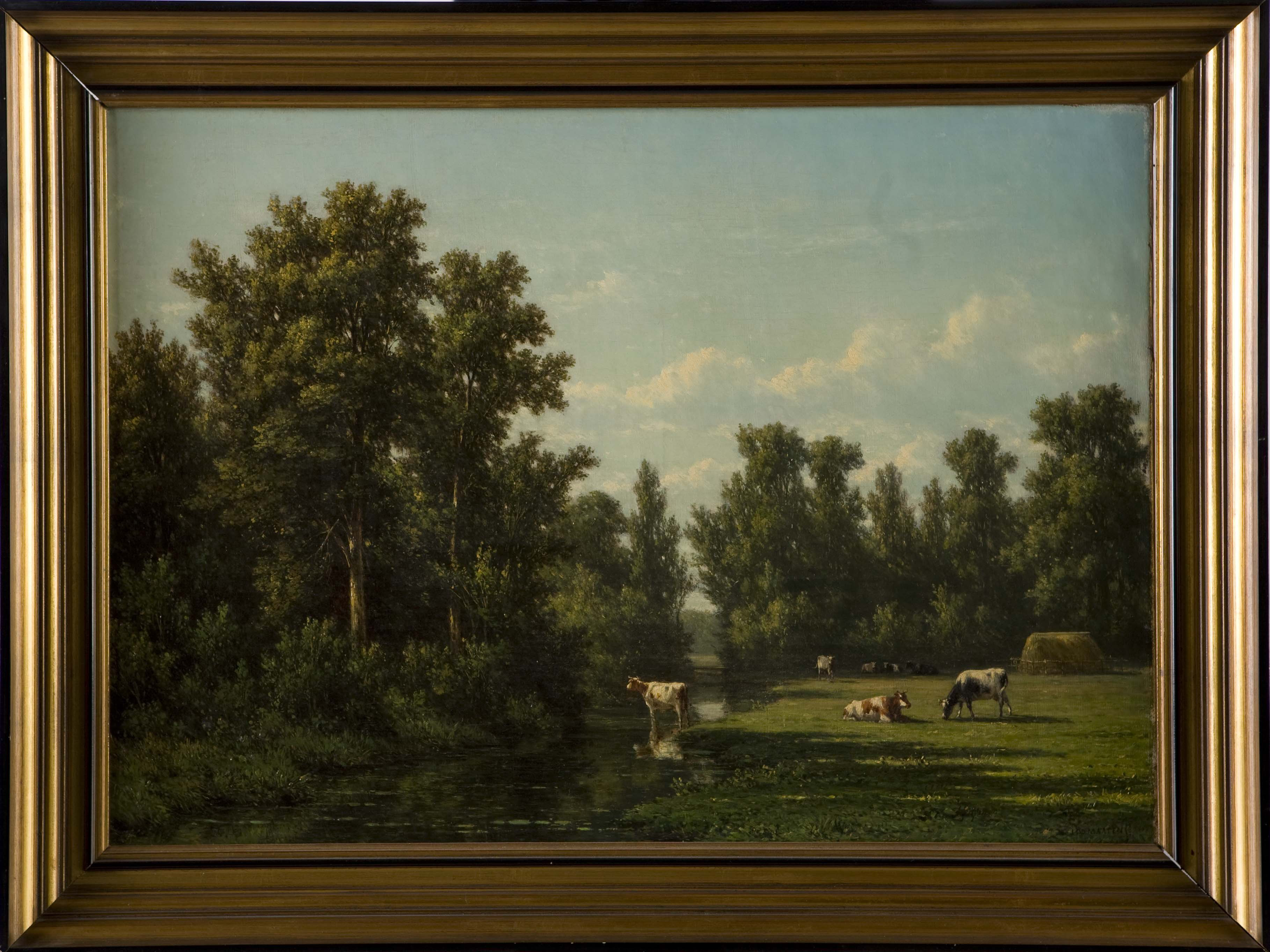
Jacob Jan van der Maaten: Kühe in der Landschaft

Jacob Jan van der Maaten (6. Januar 1820 in Elburg – 16. April 1879 in Apeldoorn) war ein holländischer Radierer, Lithograph und Landschaftsmaler und ein Schüler von Hendrik van de Sande Bakhuyzen (1795–1860). Eines seiner Werke mit dem Titel niederländisch Begrafenisstoet in een korenveld aus dem Jahr 1862 zeigt eine Begräbnisprozession, die an einem Kornfeld entlang zu einer Kirche geht.